# Templo y exconvento de San Guillermo
El Templo y exconvento de San Guillermo es un monumento arquitectónico mexicano ubicado en el municipio de Totolapan, Morelos. Fue construido por la Orden de San Agustín en el siglo XVI. Desde 1994 es considerado Patrimonio de la Humanidad por la Unesco como parte de los Monasterios en las faldas del Popocatépetl.

## Historia
El convento de San Guillermo fue fundado en 1534 por la Orden de San Agustín. Su construcción fue supervisada por el fraile Jorge de Ávila. El templo está dedicado a San Guillermo de Maleval, fundador de la Orden Guillermitas, predecesora de la Orden de San Agustín. En 1537 el Convento de San Guillermo recibió a los ocupantes del Convento de Ocuituco, el cual había sido abandonado por la Orden de San Agustín a raíz de una disputa con el Obispo de México, Juan de Zumárraga. Los Agustinos regresaron a ocupar el templo de Ocuituco en 1546.

## Cristo de Totolapan
El Cristo de Totolapan es una figura religiosa cuya veneración surgió en el Convento de San Guillermo. La historia de la imagen cuenta que en 1543 un indígena se presentó ante el prior del convento, Fray Antonio de Roa, y le entregó una manta en cuyo interior estaba una figura de Cristo crucificado. Tras ver a la figura, el prior se dio cuenta de que el indígena había desaparecido y no era posible encontrarlo en ninguna parte del pueblo. A partir de entonces se asumió que esa imagen de Cristo había sido entregada al convento por un ángel.
El Cristo de Totolapan estuvo dentro de la iglesia de San Guillermo hasta 1582, cuando se decidió su traslado al Colegio de San Pablo de Ciudad de México para pedir por el fin de una epidemia de peste. Debido a la gran veneración que recibió la imagen a su llega a la ciudad, los Agustinos decidieron a las pocas semanas trasladar el crucifijo al Convento de San Agustín, edificio principal de la Orden en la ciudad. La imagen se mantuvo ahí hasta 1861, cuando las Leyes de Reforma ordenaron el cierre de todos los conventos del país. En ese momento el crucifijo fue ocultado para evitar su decomiso por parte del gobierno y posteriormente regresado a Totolapan.

## Estructura
El monasterio está integrado por una iglesia, un convento, un huerto, un atrio y dos capillas posas. Destaca por haber conservado el espacio destinado inicialmente al atrio y al huerto sin ser ocupado por alguna otra construcción a lo largo del tiempo, como ha ocurrido con la mayoría de los conventos virreinales. La fachada de la iglesia está cubierta de monogramas «IHS» y «XPS», que representan las palabras «Jesús» y «Cristo» en griego. El templo es de una sola nave con techo de bóveda de cañón. El interior de la iglesia y del convento están decorados con murales alusivos a los miembros de la Orden de San Agustín, hechos con estilo renacentista, medieval y morisco.